# Godwin Davy
Godwin Davy (15 dicembre 1979) è un ex calciatore anguillano, di ruolo portiere.

## Carriera
Davy ha disputato 2 partite con la Nazionale anguillana. Ha debuttato il 6 febbraio 2008 nella partita valida per le qualificazioni ai Mondiali 2010, persa per 4-0 contro El Salvador, mentre la seconda - e attualmente ultima - presenza in Nazionale è nella gara di ritorno contro El Salvador, disputata il 26 marzo 2008 e persa per 12-0.